# Serge Fouchet
 (octobre 2011).
Si vous disposez d'ouvrages ou d'articles de référence ou si vous connaissez des sites web de qualité traitant du thème abordé ici, merci de compléter l'article en donnant les références utiles à sa vérifiabilité et en les liant à la section « Notes et références ».
Pour les articles homonymes, voir Fouchet.
Serge Fouchet est un chanteur français né le 10 février 1949 à Tours.

## Biographie
Chanteur romantique, sa carrière est au sommet dans les années 1970. Les romantiques ont disparu ont été vendus à quelque 500 000 exemplaires d'après le site officiel de l'interprète. D'autres titres ont suivi comme Aujourd'hui tout est beau ou Il pleut sur notre dimanche.
Deux albums sortent dans le commerce ainsi que plus de 15 singles.
Serge Fouchet fait la première partie de nombreux artistes de l'époque tels Gérard Lenorman, Joe Dassin, Dave, Claude François ou encore Antoine entre autres.
Retombé aujourd'hui dans l'anonymat, il anime des soirées privées, avec chansons, karaokés, danses...

## Discographie
Singles
1972
- Les romantiques ont disparu
- Demande-moi

1973
- Je crois aux chansons d’amour
- Il pleut sur notre dimanche
- La maison heureuse

1974
- Il s’appelait bleu
- Aujourd’hui tout est beau

1975
- La vie de James Dean
- Si tu as de la tendresse
- Summerlove
- Le harki
- On s’aimera toujours à Venise

1976
- Avec des mots de tous les jours

1983
- Le petit garçon de la rue des Rosiers

1984
- Premières ballerines

1994
- Il n’y a pas d’amour sans chanson (avec les TOP STARS 70)

Albums
2008
Les romantiques ont disparu
2009
Anthologie 1972-2009
2010
Serge Fouchet & Electric Sound Orchestra
100 % Guitare 100 % Instrumental
2017
Le Harki